# Pape Macou Sarr
Pape Macou Sarr est un footballeur sénégalais né le 25 juillet 1991 à Thiès. Il évolue au poste de meneur de jeu ou d'ailier gauche.

## Biographie

### Débuts au Sénégal
Il remporte la Coupe du Sénégal en 2009 en inscrivant le but de la victoire en finale contre l'ASC Cambérène (National 1).
Il a participé avec sa sélection nationale aux éliminatoires de la CAN des moins de 20 ans en 2010 et aux Jeux de la Francophonie 2009.
Il participe avec l'ASC Diaraf à la Ligue des champions de la CAF 2011 jusqu'aux 8èmes de finale et leur élimination contre l'Espérance sportive de Tunis.
En 2011, il participe avec la sélection olympique du Sénégal entrainée par Abdoulaye Sarr aux éliminatoires africaines qualificatives pour les JO de Londres 2012 et se qualifie pour le tournoi pré-olympique de la CAF et les Jeux africains de 2011.
En fin de saison 2010-2011, son départ est évoqué vers le KSC Lokeren en Belgique, il arrive finalement en France pour un essai au Stade brestois,. Son père lui aussi était footballeur professionnel. 

### Carrière en Europe
En juin 2013, il signe en Europe, à Angers dans le nord-ouest de la France.
En février 2015, n'ayant quasiment jamais évolué en équipe première, il quitte la France pour le club slovaque du DAC Dunajská Streda.
En juin 2017 il signe au Stade Lavallois, pour une saison selon la presse. Homme de base du début de saison sous les ordres de Jean-Marc Nobilo, il est expulsé en octobre lors d'un match face à Marseille Consolat, et disparait de la circulation. Il finira la saison avec l'équipe réserve en National 3. Il est prêté fin août 2018 à l'Entente SSG. Il rompt son contrat avec le Stade Lavallois trois semaines plus tard, mettant également un terme à son prêt.
Le 19 février 2019, il s'engage avec le SC Olympia Radotin, club de D3 tchèque basé à Prague. Il y joue 11 matches, marquant 4 buts et ratant de peu l'accession en Druhá Liga. Il quitte le club à l'été 2019.

### Retour au Sénégal
En février 2021, libre depuis un an et demi, il s'engage pour son ancien club de l'ASC Jaraaf, en Ligue 1 sénégalaise. Rarement titulaire, il quitte le club en fin de saison.
En février 2022 il s'engage à l'OS Aire-sur-la-Lys en R1.

## Palmarès
- Champion du Sénégal en 2010 avec l'ASC Diaraf
- Vainqueur de la Coupe du Sénégal en 2009 avec l'ASC Diaraf